# Obecná škola

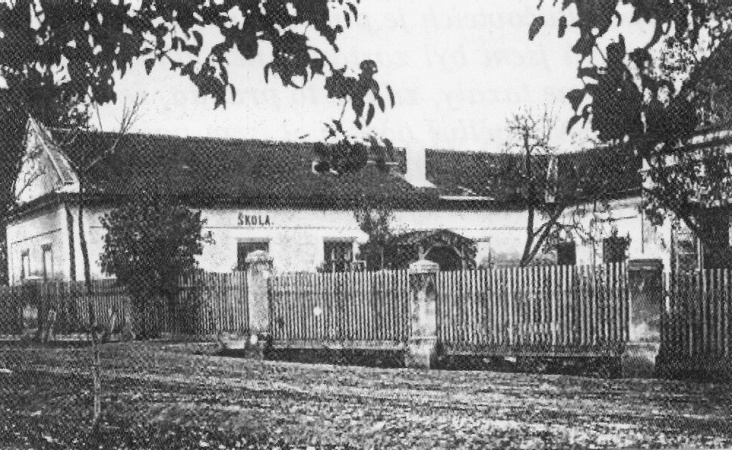
Obecná škola v Bohdalicích na Vyškovsku, pohled z doby kolem roku 1900

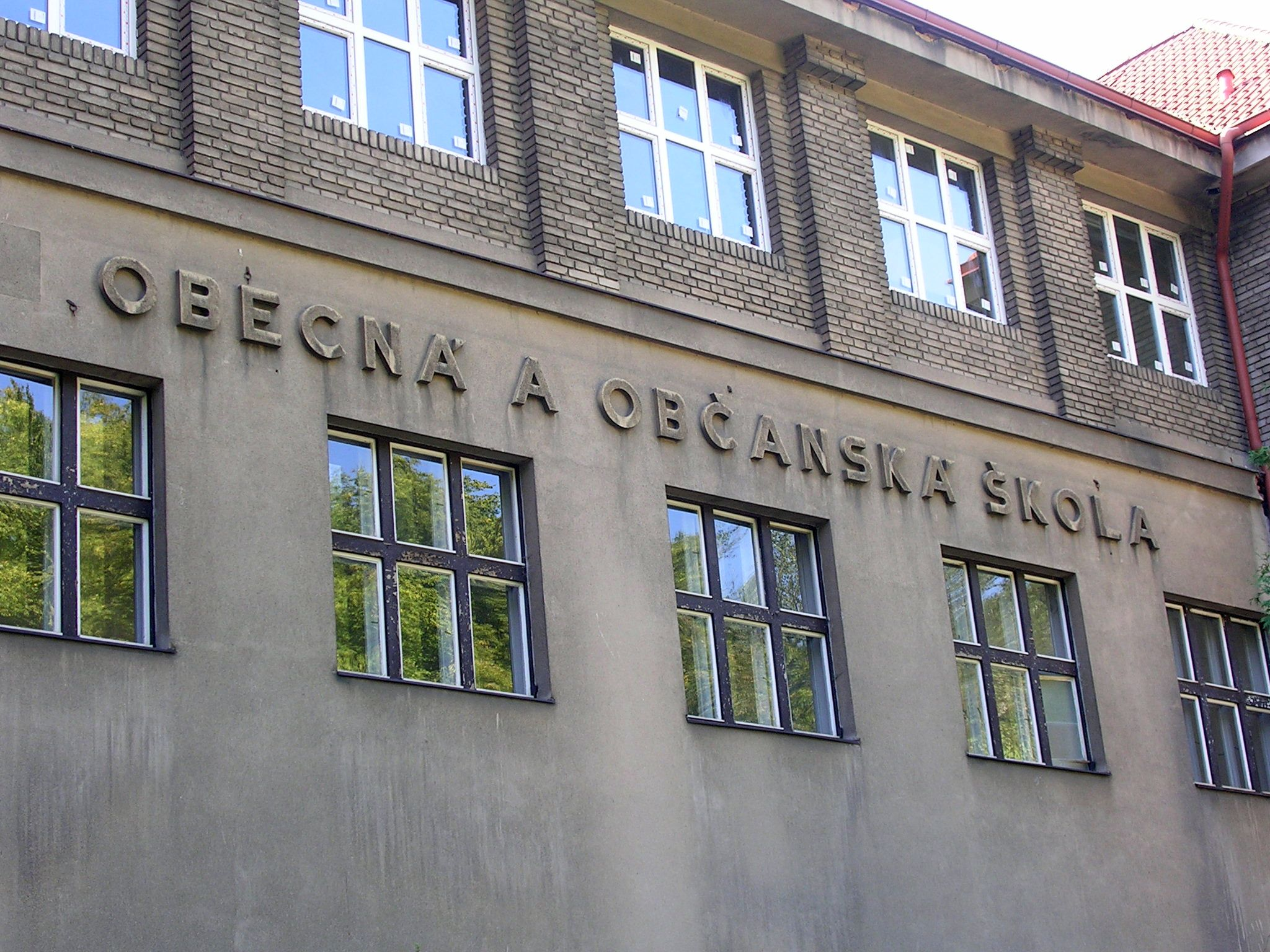
Obecná a občanská škola, nápis na škole v Křivoklátu

Obecná škola (německy Volksschule) byl typ školy pro primární vzdělávání dětí, zavedený v Rakousku (včetně českých zemí) v roce 1869 v souvislosti se zavedením povinné školní docházky na základě Hasnerova zákona. Obecná škola byla institučně odděleným prvním stupněm národní školy, jejím druhým stupněm byla měšťanská škola (tzv. měšťanka, německy Stadtschule či Bürgerschule, po roce 1918 nazývaná i v češtině též občanská škola), uzákoněná na základě § 17. Říšského zákona školního (na Moravě zákona moravského) z 24. ledna 1870.
Obecná škola byla osmiletá nebo pětiletá, měšťanská škola byla pouze tříletá. Povinnost školní docházky mohly děti plnit trojím způsobem: Absolvováním osmileté obecné školy, ukončením pětileté obecné školy, na níž navázalo tříleté studium na měšťanské nebo střední škole. Škola obecná nebyla přípravkou k dalšímu studiu (nepočítáme-li povinné pokračovací školy), zatímco měšťanská škola otevírala možnost dalšího studia na odborné škole.
Zatímco měšťanské školy byly školami plně organizovanými (měly tolik tříd jako ročníků), venkovské obecné školy byly školami malotřídními – měly méně tříd než ročníků. Na venkově tak působily školy čtyř-, tří-, dvou- i jednotřídní, kdy se v jedné školní místnosti učily děti všech osmi ročníků. Děti dvou až čtyř ročníků tvořily tzv. oddělení, jež měla být ve třídě maximálně čtyři. Učivo pro jednotlivá oddělení bylo redukováno, tvořilo celek a opakovalo se tolikrát, kolik ročníků tvořilo oddělení, přičemž učitel vedl výuku s jedním oddělením a další pracovala samostatně. A i když zákon snížil počet žáků na 60 na jednoho učitele (tohoto stavu bylo dosaženo až ve školním roce 1932/1933), přinášelo to velké problémy z hlediska přiměřenosti i kvality výuky, osvojení potřebných poznatků i úrovně vzdělání dětí – například v Čechách, v nejrozvinutější části republiky, v roce 1936 působilo 1835 jednotřídek, 2259 dvojtřídek, 986 trojtřídek, 451 čtyřtřídek a 1141 pětitřídek.
Československý „malý školský zákon“ z roku 1922 rakouský systém národní školy s drobnými úpravami převzal. Po roce 1948 byla v Československu obecná škola zákonem o jednotné škole přejmenována na národní školu, tu pak v roce 1953 nahradily jiné typy škol.